# Державний геологічний контроль
Державний геологічний контроль — контроль за дотриманням суб'єктами господарювання незалежно від форм власності законодавчих актів, норм і правил ведення робіт з геологічного вивчення надр, а також за відповідністю діяльності користувачів надр ліцензійним умовам, передбаченим у спеціальних дозволах і ліцензіях.